# Baby I'm a Fool
„Baby I'm a Fool” este un cântec compus de cântăreața americană de muzică jazz Melody Gardot. A fost lansat ca al doiela single de pe albmul My One and Only Thrill. Conform lui Gardot, versurile sunt despre „doi oameni cocheți care nu vor să recunoască faptul că sunt îndrăgostiți”.

## Clasamente
| Clasament (2009)      | Poziție de vârf |
| --------------------- | --------------- |
| Japan Hot 100         | 8               |
| Swedish Singles Chart | 5               |

## Legături externe
- "Baby I'm a Fool" music video pe YouTube
- Versurile complete ale acestei piese pe MetroLyrics